# Вагнер, Мартин фон
Иоганн Мартин фон Вагнер (нем. Johann Martin von Wagner; 24 июня 1777, Вюрцбург — 8 августа 1858, Рим) — немецкий живописец, скульптор, гравёр, археолог и коллекционер произведений искусства. Художественный консультант баварского короля Людвига I в Риме. Благодаря пожертвованию Вагнером обширной коллекции произведений искусства музей Мартина фон Вагнера в Вюрцбургском университете, названный в его честь, стал одним из крупнейших университетских музеев Европы.

## Биография
Мартин родился в семье придворного скульптора Иоганна Александра Вагнера (1730—1809), внук скульптора Томаса Вагнера. Первые уроки рисования и резьбы по дереву и камню получил в мастерской отца. С 1797 года учился живописи в Венской академии изобразительных искусств у Генриха Фюгера, и в Париже с 1797 по 1802 год, но затем вернулся в Вюрцбург, поскольку у него закончились средства.
В 1802 году Вагнер получил первую премию академии за картину «Эней спрашивает Венеру о пути в Карфаген», а в следующем году он принял участие в соискании премии, объявленной Иоганном Вольфгангом фон Гёте и кружком «Веймарских друзей искусства» на тему «Улисс успокаивает Полифема вином». Вагнер не только получил премию в 60 дукатов, но благодаря содействию поэта получил ещё и должность профессора рисования в Университете Вюрцбурга, а также предложение пройти двухлетний период обучения в Италии.
В 1803 году Мартин Вагнер был принят в «Вюрцбургское Общество друзей искусства». В 1803—1804 годах жил в Париже. Приехав в Рим, Вагнер благодаря рекомендательному письму Гёте, стал учителем рисования в доме Вильгельма фон Гумбольдта, который был тогда послом Пруссии в Италии. Пребывание художника в Риме в итоге длилось четыре года вместо двух, и оно оказалось не последним. По пути домой в Вюрцбург Вагнер встретился в Инсбруке с баварским кронпринцем Людвигом, будущим королём Баварии, а всего два года спустя, в 1810 году, он снова уехал из родного города в Рим, на этот раз с официальным заданием, в качестве художественного советника наследного принца. Мартин фон Вагнер занимал эту должность в общей сложности почти четыре десятилетия, до 1848 года. С 1827 года он жил на Вилле Мальта в качестве хранителя коллекции произведений искусства короля Людвига I.

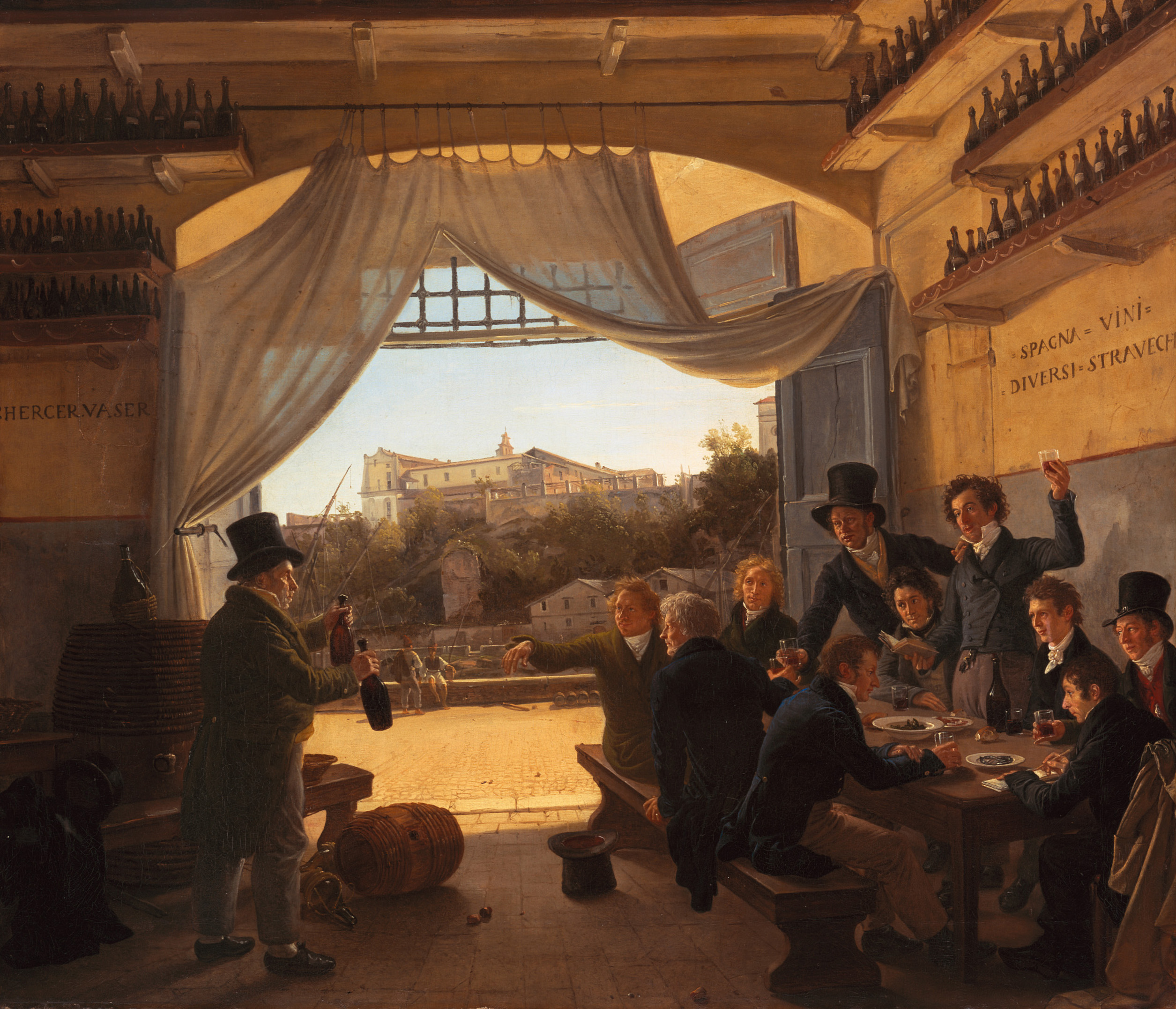
Ф. Л. Катель. Наследный принц Людвиг в испанской винной таверне в Риме (Наследный принц справа позади на скамейке, рядом: скульптор Б. Торвальдсен и граф фон Зайнсхайм, в глубине: архитектор Л. фон Кленце, М. Вагнер, Фейт, доктор Рингсейс, Й. Шнорр фон Карольсфельд и другие). 1824. Холст, масло. Новая пинакотека, Мюнхен

Среди прочего он посоветовал Людвигу собрать коллекцию древнегреческих ваз и организовать в Мюнхене Глиптотеку с собранием произведений древнегреческой и древнеримской скульптуры, для этого музея, в частности, в 1812 году Вагнер организовал покупку скульптур «Фавн Барберини» и «Аполлон Барберини», а также скульптур и рельефов с фронтонов Храма Афайи на острове Эгина, так называемые «эгинеты».
В Мюнхене он руководил реставрацией скульптур, их недостающие части сначала были выполнены в гипсе Бертелем Торвальдсеном в 1816 году, а затем в мраморе Карло Финелли (1785—1853) и Питером Кауфманом. В 1823 году король назначил Вагнера генеральным секретарем Мюнхенской Академии изобразительных искусств. Подробная переписка, содержащая около 1470 задокументированных писем между королём и Вагнером, хранится в Немецком историческом музее в Риме.
Деятельность Вагнера и его выдающиеся познания в области классической археологии и истории искусства были настолько успешными, что в 1825 году король Баварии возвёл его в дворянство.
Мартин фон Вагнер принимал участие в постройке здания Глиптотеки, возведённой в северной части площади Кёнигсплац в Мюнхене. В качестве скульптора Вагнер стал автором фронтонной скульптурной группы над входом в Глиптотеку, посвящённую богине Афине, покровительнице пластических искусств.
По заказу Людвига I Вагнер создал рельефный фриз для Вальхаллы — Зала славы выдающихся исторических личностей Германии, расположенного в 10 км к востоку от города Регенсбурга (Бавария) под названием «Переход германцев с Кавказа в Центральную Европу». Скульптор также создал внутренние скульптурные украшения Помпеянума, или «Помпейского дома» (Pompejanum), приблизительного воссоздания древнеримской виллы в Ашаффенбурге. Таким образом Вагнер принял участие в эстетическом движении «прусского эллинизма», характерного для искусства Германии первой трети XIX века.
С 1831 года Мартин фон Вагнер жил смотрителем на вилле Мальта, которую он приобрёл для пребывания короля Людвига в Риме в 1827 году. В 1841 году король назначил Мартина генеральным директором Старой пинакотеки в Мюнхене. Но Вагнер предпочитал оставаться в Риме и немедленно подал в отставку с этой должности, и король отнёсся к этому с пониманием.
В 1857 году за заслуги перед искусством и наукой Мартин фон Вагнер был удостоен звания почётного гражданина города Вюрцбурга. 7 декабря 1857 года он подписал дарственный акт о передаче всей своей художественной коллекции Вюрцбургскому университету.
Мартин фон Вагнер скончался 8 августа 1858 года в Риме. Его захоронение находится на немецком кладбище «Cimitero Teutonico» недалеко от собора Святого Петра в Ватикане.
В 1963 году в одном из помещений Вюрцбургской резиденции был создан музей Мартина Вагнера (Martin von Wagner Museum).

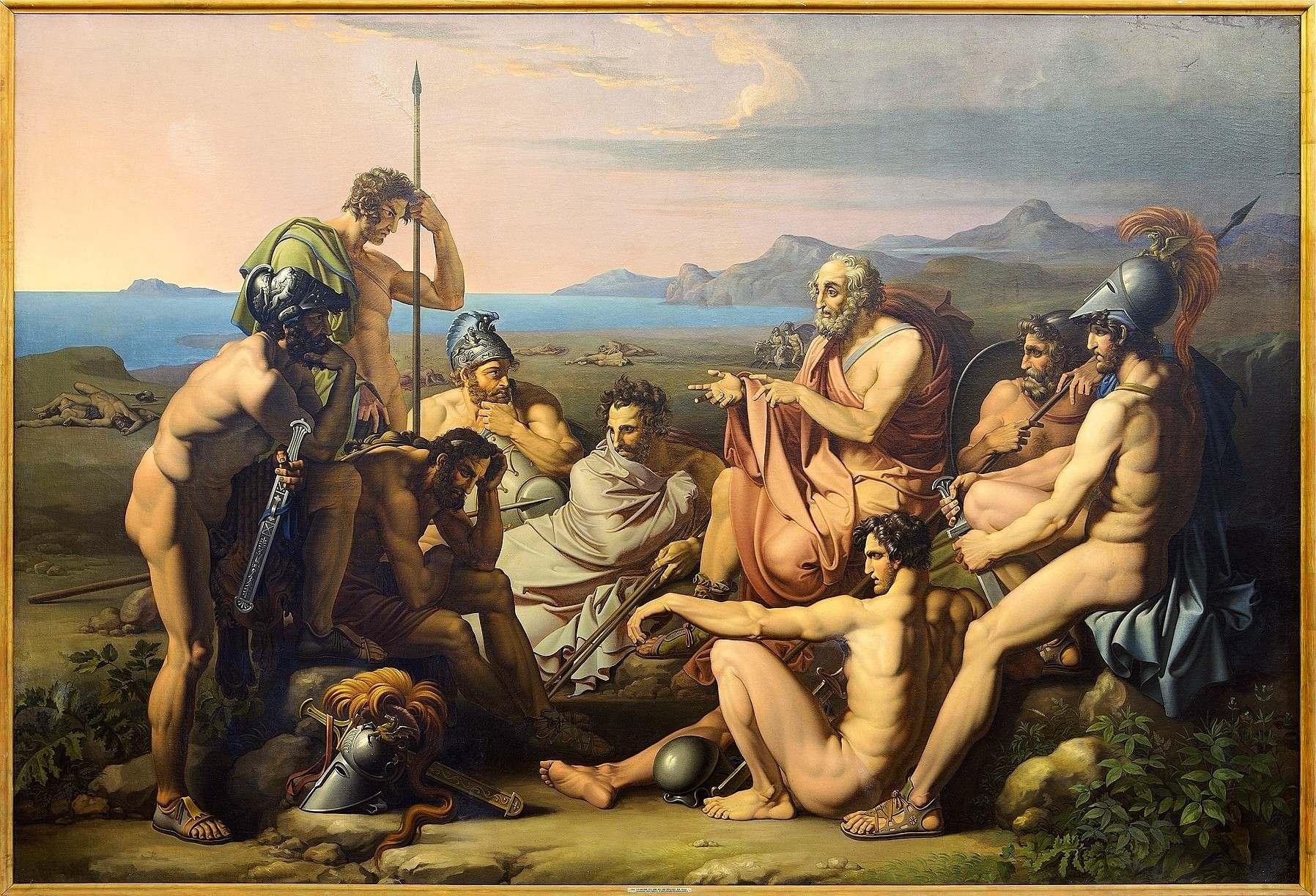
Совет греков у Трои. 1807. Холст, масло. Музей Мартина фон Вагнера Вюрцбургского университета
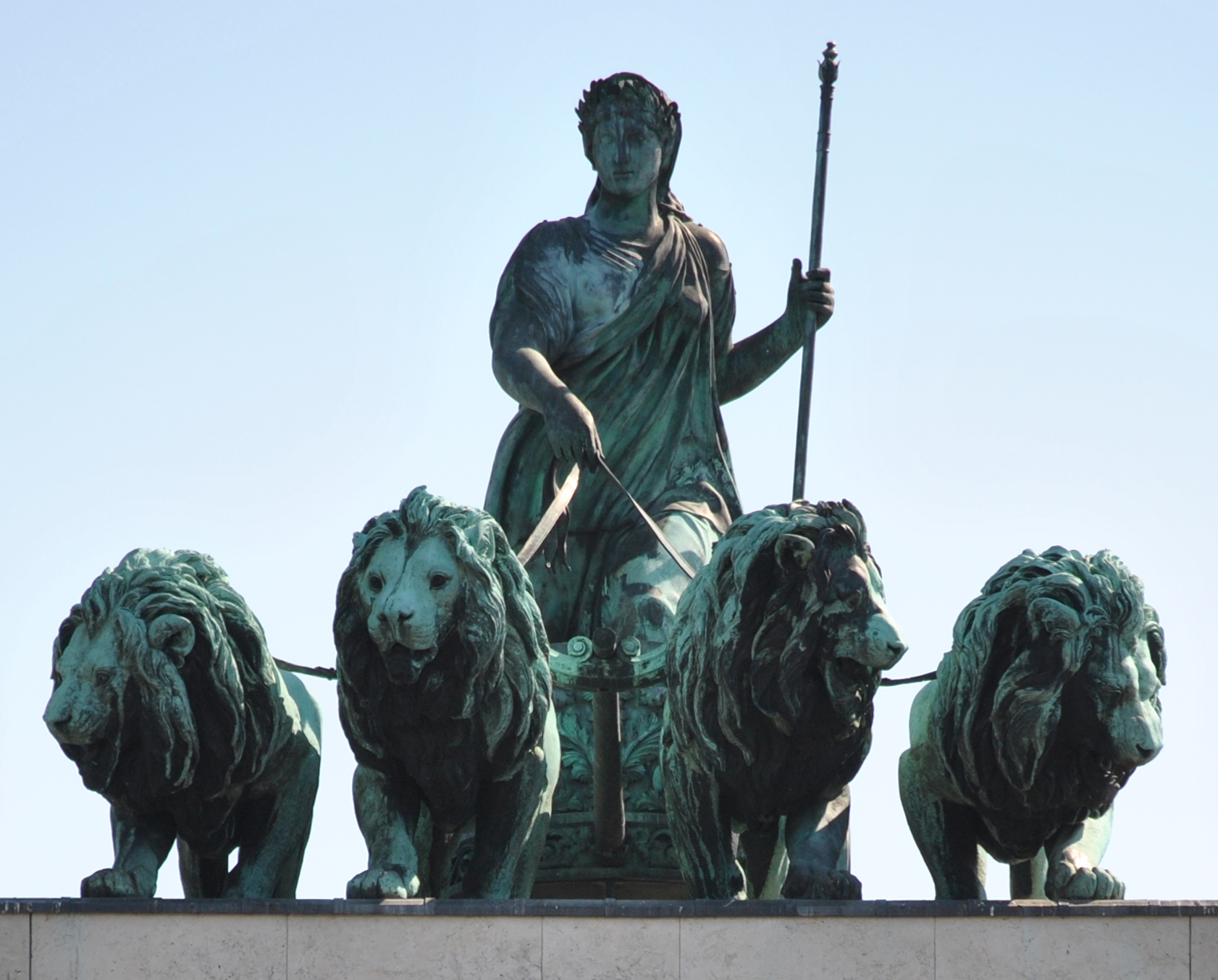
Квадрига баварских львов «Ворот победы» (Siegestor) в Мюнхене. 1843—1850. Бронза
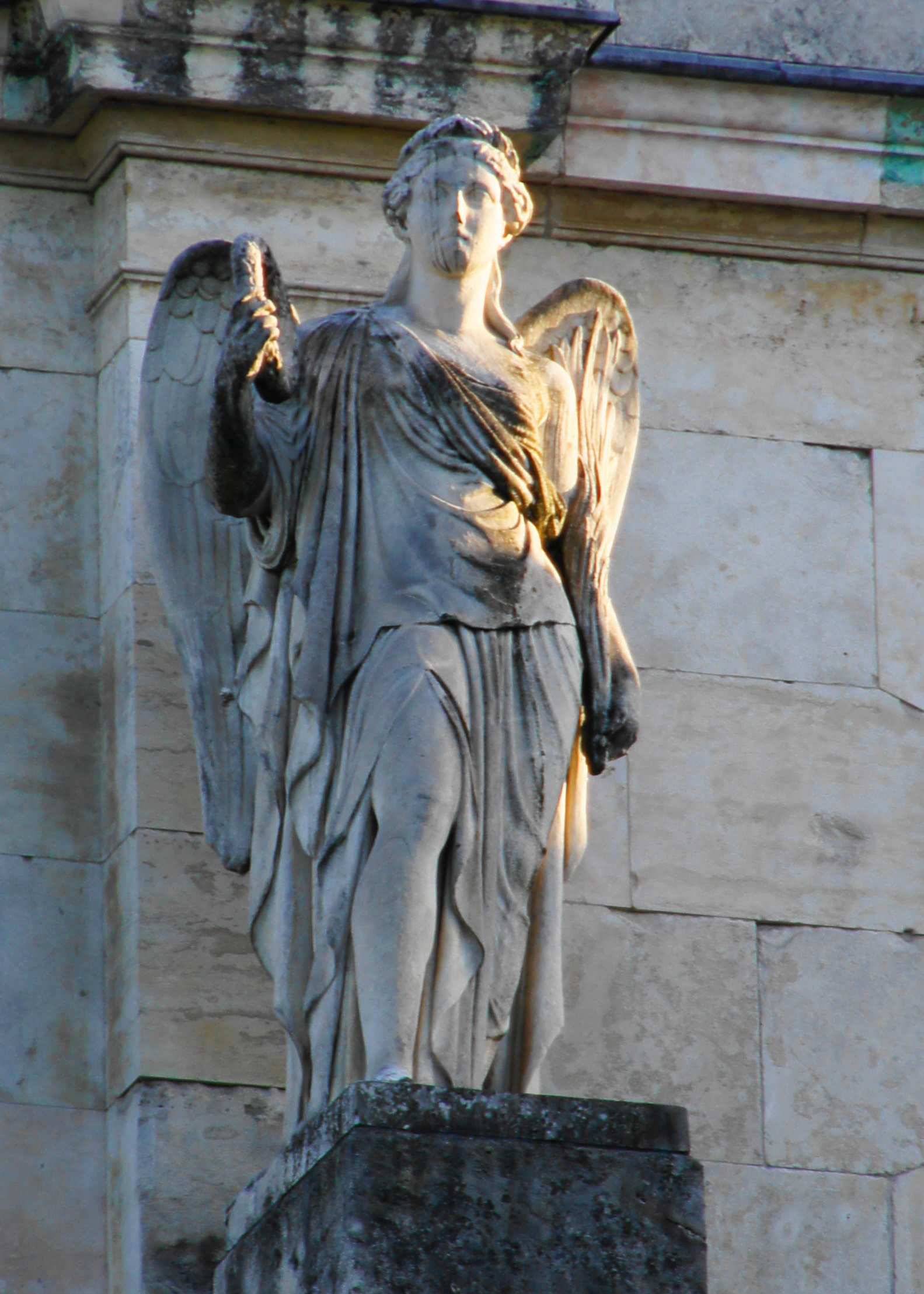
Ангел «Ворот победы»
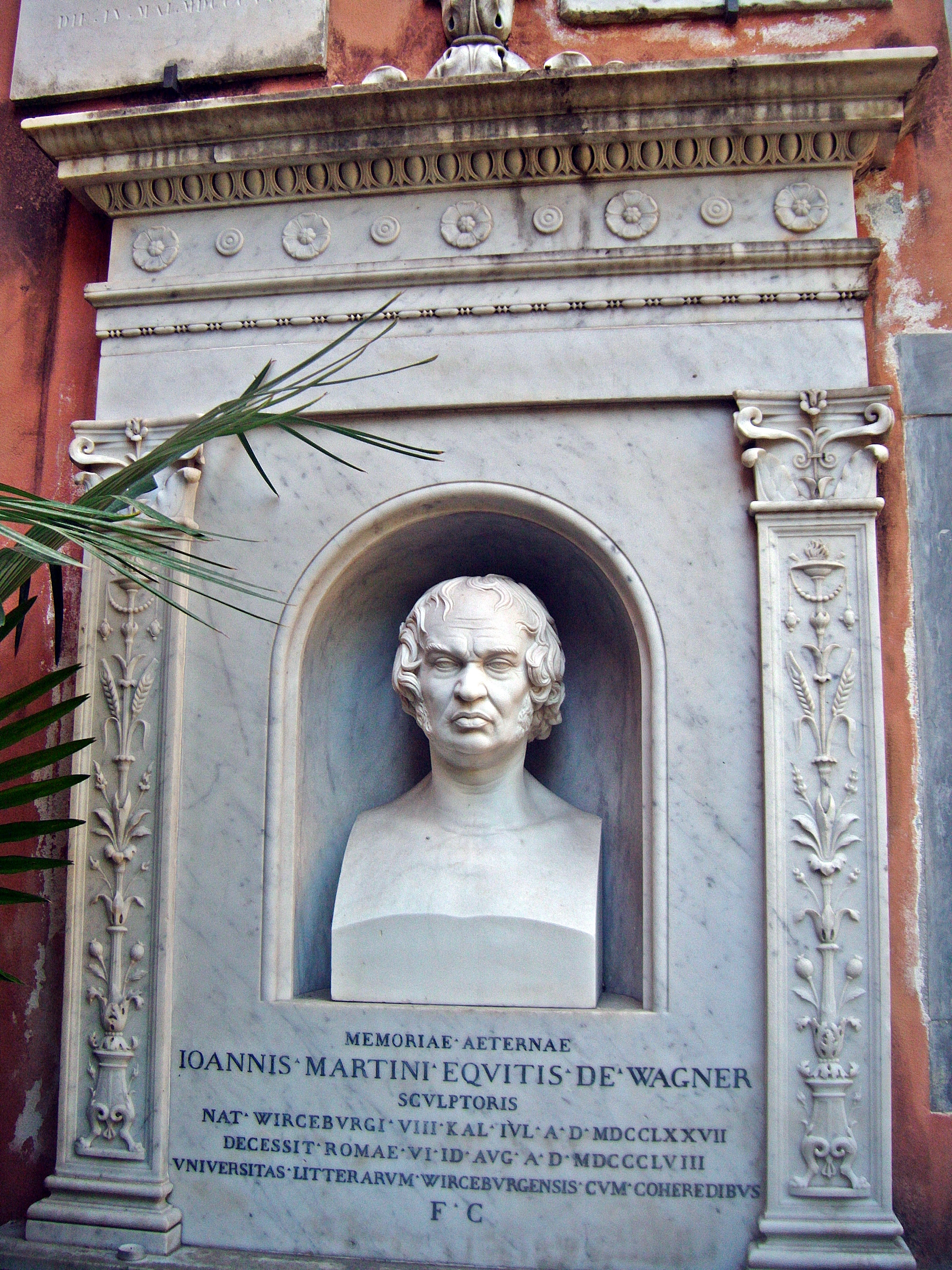
Бюст М. фон Вагнера на его захоронении в Тевтонском кладбище в Риме
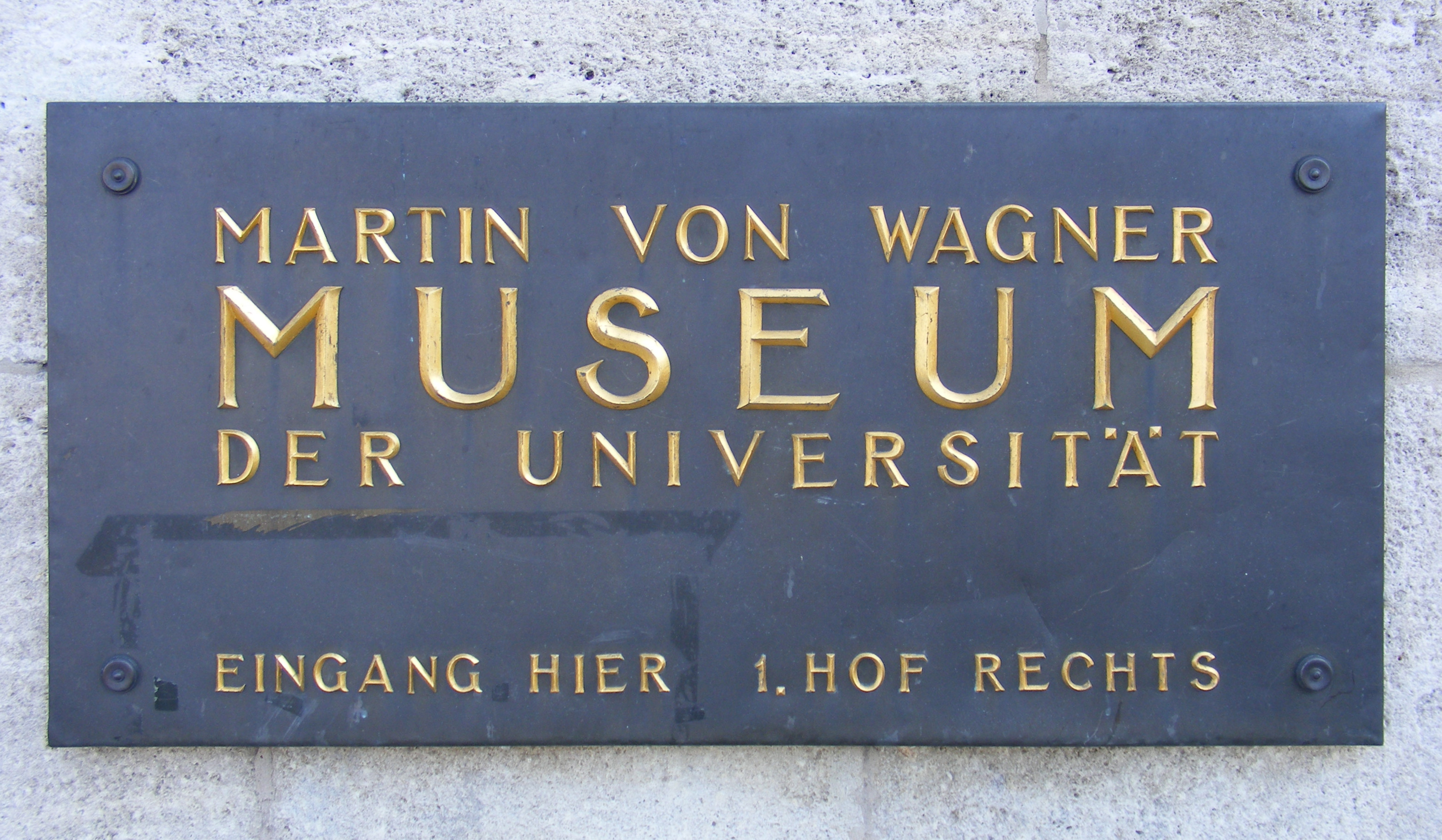
Надпись у входа в Музей Мартина фон Вагнера в Вюрцбурге